# Сейда, Абдель Бассет
Абдель Бассет Сейда (араб. عبد الباسط سيدا‎; род. 22 июня 1956, Амуда, Эль-Хасака) — сирийский государственный деятель, с 10 июня до 9 ноября 2012 года занимал должность председателя Сирийского национального совета.

## Биография
Родился 22 июня 1956 года в небольшом курдском городе Амуда на северо-западе Сирии. Он получил докторскую степень по философии в университете Дамаска, затем работал профессором в университете Ливии в течение 3-х лет с 1991 года. В 1994 году Абдель уехал в Швецию, где переключился на изучение древних цивилизаций.
Абдель Бассет был активным участником в курдском движении Сирии, которое поднимало несколько восстаний против режима Асада в последние десятилетия. Курды, которые представляют около 9 % от 23-миллионного населения Сирии, жалуются на постоянную дискриминацию и требуют признания своих культуры и языка.
Он присоединился к Сирийскому национальному совету в 2011 году как независимый беспартийный активист и был избран главой отдела по правам человека. В июне 2012 года занял должность председателя Сирийского национального совета как консенсусный кандидат, сменив на этом посту Бурхана Гальюна. Абдель Сейда отметил, что его предшественник хорошо справлялся со своими обязанности, однако сама организация допустила ряд серьёзных ошибок в борьбе против режима Башара Асада.